# Ulrica Fritzson
Eva Ulrica Fritzson, född 22 januari 1968 i Tjärby församling i Halland, är en svensk präst och teolog inom Svenska kyrkan och sedan den 22 september 2024 biskop i Skara stift.
Den 20 mars 2024 valdes hon till biskop för Skara stift. Hon biskopsvigdes den 22 september 2024 i Uppsala domkyrka av ärkebiskop Martin Modéus.

## Biografi
Ulrica Fritzson prästvigdes 1996 för Lunds stift och har därefter verkat som präst i Svenska kyrkan i Sverige och Svenska kyrkan i utlandet. Hon disputerade 2017 för teologie doktorsexamen i religionsfilosofi med skuld och försoning som fördjupning. 
Under doktorandtiden flyttade familjen till Botswana under tre år, där Fritzsons make arbetade i ett biståndsprojekt.[källa behövs] Sedan januari 2020 är Ulrica Fritzson verksam som stiftsteolog i Skara stift.

### Biskopsvalet 2024
Våren 2024 nominerades Fritzson som en av åtta kandidater i biskopsvalet i Skara stift 2024. Den 20 mars 2024 vann hon valet med 50,44 % av rösterna, och blir därmed stiftets 84:e biskop och den första kvinnan i ämbetet. Fritzson vann valet redan i första valomgången, vilket enligt stiftet är ovanligt.

### Biskop i Skara stift
Ulrica Fritzson vigdes till biskop den 22 september 2024 i Uppsala domkyrka av ärkebiskop Martin Modéus. Hon vigdes samtidigt som Teresia Boström för Härnösands stift. Frizsons valspråk lyder: "Världen behöver din kärlek". 

### Familj
Fritzson är gift och har tre vuxna barn.